# Phyla filiformis
Phyla filiformis é uma espécie de planta com flor pertencente à família Verbenaceae. 
A autoridade científica da espécie é (Schrad.) Meikle, tendo sido publicada em Flora of Cyprus 2: 1897. 1985.
O seu nome comum é verbena.

## Portugal
Trata-se de uma espécie presente no território português, nomeadamente em Portugal Continental.
Em termos de naturalidade é introduzida na região atrás indicada.

## Protecção
Não se encontra protegida por legislação portuguesa ou da Comunidade Europeia.